# 골텐더

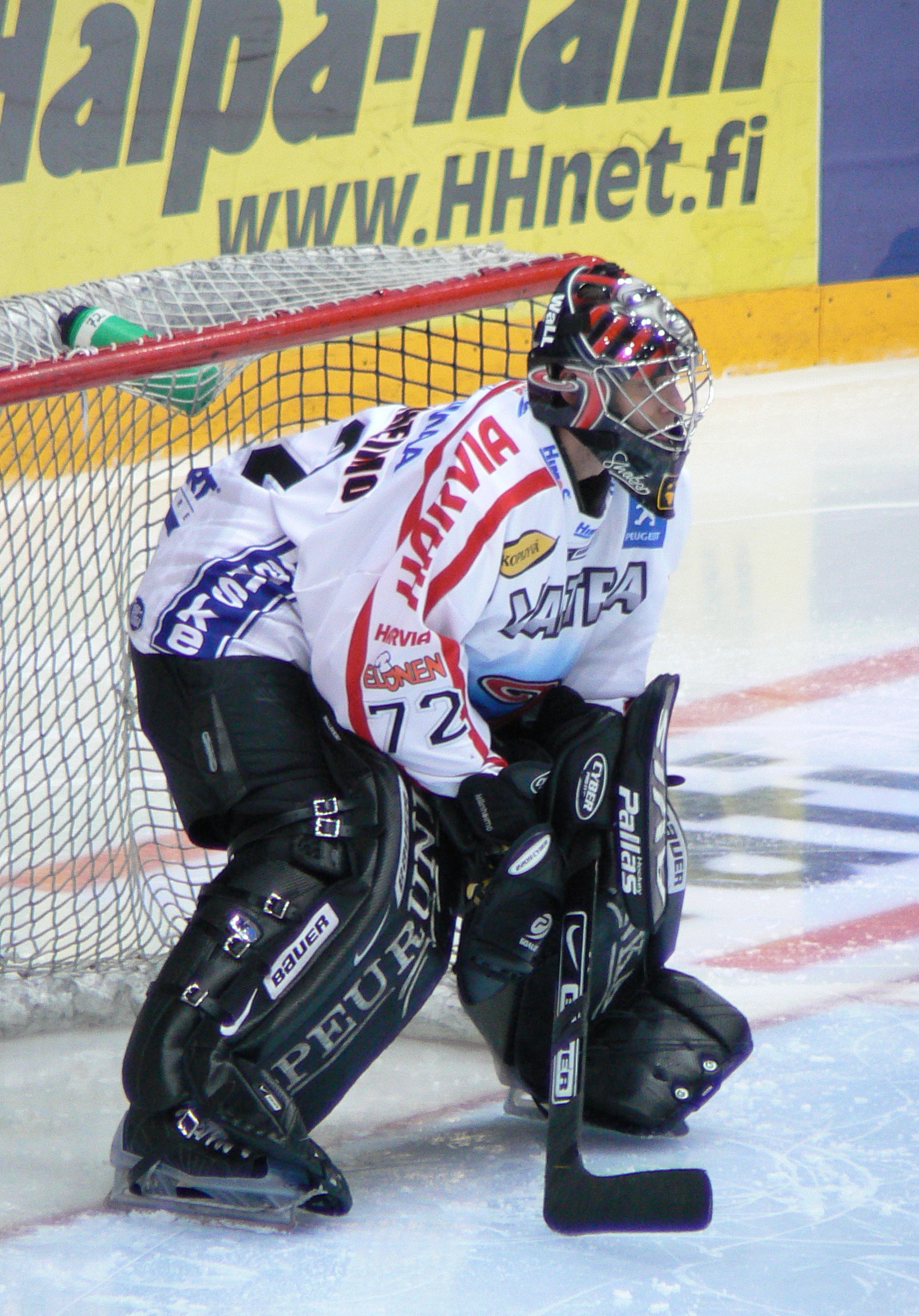
핀란드의 골텐더 시누헤 발린헤이모

골텐더(영어: goaltender)는 아이스하키에서 상대가 친 퍽에 대해 골을 지키며 실점을 막는 역할의 포지션이다. 축구 등의 다른 구기 종목과는 달리 아이스하키는 골문이 좁기 때문에 저지율 (세이브율)이 매우 높다. 아이스하키 링크에서는 골문 앞에 "골 크리즈(goal crease)라는 장소에 골텐더가 서있어야 한다. 예전에는 마스크 없이 경기에 출전할 수도 있었지만, 오늘날에는 샷의 강렬한 충격으로부터 신체를 보호하기 위해 특별한 방어구를 착용해야 한다.

## 골텐더 상
- 베지나 트로피는 NHL에서 가장 눈에 띄는 역할을 했다고 인정되는 골텐더에게 매년 주어지는 상으로, 각 팀의 GM에 의해 결정된다.
- 윌리엄 M. 제닝스 트로피는 NHL 정규 시즌에서 최소 실점 팀의 골텐더에게 매년 주어진다.
- 로저 크로지어 세이빙 그레이스 어워드는 NHL 정규 시즌에서 최고의 세이브율을 기록한 골텐더에게 매년 주어진다.

## 같이 보기
- 골키퍼